# 50 mètres nage libre féminin aux championnats du monde de natation 2024
Cet article traite de l'épreuve féminine. Pour la compétition masculine, voir 50 mètres nage libre masculin aux championnats du monde de natation 2024.
Le 50 mètres nage libre féminin est une épreuve de natation sportive des championnats du monde de natation 2024. Elle a lieu les 17 et 18 février 2024 à Doha au Qatar.

## Records
Avant cette compétition, les records dans cette discipline étaient :
| Record du monde       | 23 s 67 | Sarah Sjöström | 29 juillet 2023 | Fukuoka, Japon |
| Record du championnat | 23 s 67 | Sarah Sjöström | 29 juillet 2023 | Fukuoka, Japon |

## Résultats détaillés
Les 16 meilleurs temps se qualifient pour les demi-finales (Q), puis les 8 meilleurs demi-finalistes passent en finale (F).

### Séries
| Rang | Série | Ligne | Nageuse              | Pays           | Temps   | Commentaire |
| ---- | ----- | ----- | -------------------- | -------------- | ------- | ----------- |
| 1    |       | 4     | Sarah Sjöström       | Suède          | 23 s 91 | Q           |
| 2    |       | 5     | Kate Douglass        | États-Unis     | 24 s 19 | Q           |
| 3    |       | 4     | Shayna Jack          | Australie      | 24 s 30 | Q           |
| 4    |       | 4     | Katarzyna Wasick     | Pologne        | 24 s 36 | Q           |
| 5    |       | 3     | Anna Hopkin          | Royaume-Uni    | 24 s 70 | Q           |
| 6    |       | 5     | Michelle Coleman     | Suède          | 24 s 75 | Q           |
| 7    |       | 8     | Taylor Ruck          | Canada         | 24 s 84 | Q           |
| 8    |       | 2     | Kornelia Fiedkiewicz | Pologne        | 24 s 85 | Q           |
| 8    |       | 6     | Mélanie Henique      | France         | 24 s 85 | Q           |
| 10   |       | 5     | Marrit Steenbergen   | Pays-Bas       | 24 s 86 | Q           |
| 11   |       | 3     | Julie Kepp Jensen    | Danemark       | 24 s 97 | Q           |
| 12   |       | 2     | Farida Osman         | Égypte         | 25 s 01 | Q           |
| 13   |       | 6     | Neža Klančar         | Slovénie       | 25 s 05 | Q           |
| 14   |       | 3     | Kim Busch            | Pays-Bas       | 25 s 08 | Q           |
| 15   |       | 9     | Lyu Yue              | Chine          | 25 s 10 | Q           |
| 16   |       | 1     | Kalaia Antoniou      | Chypre         | 25 s 21 | Q           |
| 17   |       | 2     | Erin Gallagher       | Afrique du Sud | 25 s 37 |             |
| 18   |       | 1     | Teresa Ivan          | Slovaquie      | 25 s 40 |             |
| 19   |       | 8     | Jenjira Srisa-Ard    | Thaïlande      | 25 s 41 |             |
| 20   |       | 5     | Barbora Janíčková    | Tchéquie       | 25 s 47 |             |
| 20   |       | 7     | Angelina Köhler      | Allemagne      | 25 s 47 |             |
| 20   |       | 7     | Ting Wen Quah        | Singapour      | 25 s 47 |             |
| 23   |       | 6     | Emma Chelius         | Afrique du Sud | 25 s 50 |             |
| 23   |       | 8     | Lismar Lyon          | Venezuela      | 25 s 50 |             |
| 25   |       | 7     | Maria Daza Garcia    | Espagne        | 25 s 55 |             |
| 25   |       | 0     | Nina Stanisavljević  | Serbie         | 25 s 55 |             |
| 27   |       | 8     | Hoi Kam Tam          | Hong Kong      | 25 s 64 |             |
| 28   |       | 0     | Nagisa Ikemoto       | Japon          | 25 s 65 |             |
| 29   |       | 3     | Andrea Berrino       | Argentine      | 25 s 66 |             |
| 30   |       | 0     | Huang Mei-chien      | Taipei chinois | 25 s 68 |             |

### Demi-finales
| Rang | Série | Ligne | Nageuse              | Pays        | Temps | Commentaire |
| ---- | ----- | ----- | -------------------- | ----------- | ----- | ----------- |
| 1    | 2     | 4     | Sarah Sjöström       | Suède       | 23.90 | F           |
| 2    | 1     | 5     | Katarzyna Wasick     | Pologne     | 24.01 | F           |
| 3    | 1     | 4     | Kate Douglass        | États-Unis  | 24.24 | F           |
| 4    | 2     | 5     | Shayna Jack          | Australie   | 24.44 | F           |
| 5    | 2     | 3     | Anna Hopkin          | Royaume-Uni | 24.51 | F           |
| 6    | 1     | 3     | Michelle Coleman     | Suède       | 24.65 | F           |
| 7    | 1     | 6     | Kornelia Fiedkiewicz | Pologne     | 24.71 | F           |
| 8    | 2     | 6     | Taylor Ruck          | Canada      | 24.72 | F           |
| 9    | 1     | 2     | Marrit Steenbergen   | Pays-Bas    | 24.74 |             |
| 9    | 2     | 2     | Mélanie Henique      | France      | 24.74 |             |
| 11   | 2     | 7     | Julie Kepp Jensen    | Danemark    | 24.80 |             |
| 12   | 1     | 1     | Kim Busch            | Pays-Bas    | 24.86 |             |
| 13   | 2     | 1     | Neža Klančar         | Slovénie    | 24.87 |             |
| 14   | 1     | 8     | Kalia Antoniou       | Chypre      | 24.96 |             |
| 15   | 2     | 8     | Lyu Yue              | Chine       | 25.04 |             |
| 16   | 1     | 7     | Farida Osman         | Égypte      | 25.07 |             |

### Finale
| Rang               | Ligne | Nageur               | Pays        | Temps   | Commentaire       |
| ------------------ | ----- | -------------------- | ----------- | ------- | ----------------- |
| Médaille d'or      | 4     | Sarah Sjöström       | Suède       | 23 s 69 |                   |
| Médaille d'argent  | 3     | Kate Douglass        | États-Unis  | 23 s 91 | Record d'Amérique |
| Médaille de bronze | 5     | Katarzyna Wasick     | Pologne     | 23 s 95 |                   |
| 4                  | 6     | Shayna Jack          | Australie   | 24 s 27 |                   |
| 5                  | 8     | Taylor Ruck          | Canada      | 24 s 50 |                   |
| 6                  | 2     | Anna Hopkin          | Royaume-Uni | 24 s 51 |                   |
| 7                  | 1     | Kornelia Fiedkiewicz | Pologne     | 24 s 69 |                   |
| 8                  | 7     | Michelle Coleman     | Suède       | 24 s 79 |                   |